# Mondolfo
Mondolfo – miejscowość i gmina we Włoszech, w regionie Marche, w prowincji Pesaro i Urbino.
Według danych na rok 2004 gminę zamieszkiwało 11 000 osób, 500 os./km².

## Współpraca
Miejscowość partnerska:
- Romont, Szwajcaria